# Sabia kachinica
Sabia kachinica är en tvåhjärtbladig växtart som beskrevs av Chen. Sabia kachinica ingår i släktet Sabia och familjen Sabiaceae. Inga underarter finns listade.